# Susan Seidelman
Susan Seidelman (Philadelphia, Pennsylvania, 1952. december 11.) amerikai filmrendező, producer.

## Életpályája
Egyetemi tanulmányait a Drexel Egyetemen és a New York-i Egyetemen végezte el. Philadelphiában egy tv-adónál dolgozik. Az And You Act Like One Too-ért diák Oscar-díjat kapott. 1982-ben készítette el első filmjét, a Smithhereens-t, melynek nemcska rendezője, de producere és forgatókönyvírója is ő volt. 1985-ben készült el második filmje, a Kétségbeesve keresem Susant, melyben Madonna is szerepet kapott. 1989-ben a Cuki című filmjében Peter Falk is látható volt. 1994-ben a 44. Berlini Nemzetközi Filmfesztivál zsűritagja volt. Seidelman legnagyobb sikert a Szex és New York című 1998-as sorozatával érte el. 2001-ben a Galiba a Gaudi házban című filmjével tért vissza a filmezéshez.

## Filmográfia

### Film
| Év   | Magyar cím                  | Eredeti cím                    | Feladatkör | Feladatkör | Feladatkör | Megjegyzések              |
| Év   | Magyar cím                  | Eredeti cím                    | Rendező    | Író        | Producer   | Megjegyzések              |
| ---- | --------------------------- | ------------------------------ | ---------- | ---------- | ---------- | ------------------------- |
| 1976 |                             | And You Act Like One Too       | Igen       | Igen       | Igen       | rövidfilm vágó            |
| 1979 |                             | Yours Truly, Andrea G. Stern   | Igen       | Igen       | Igen       | rövidfilm vágó            |
| 1982 |                             | Smithereens                    | Igen       | Igen       | Igen       | vágó                      |
| 1985 | Kétségbeesve keresem Susant | Desperately Seeking Susan      | Igen       | Nem        | Nem        |                           |
| 1987 | Keressük az igazit          | Making Mr. Right               | Igen       | Nem        | Vezető     |                           |
| 1989 | Cookie                      | Cookie                         | Igen       | Nem        | Vezető     |                           |
| 1989 | Nőstényördög                | She-Devil                      | Igen       | Nem        | Igen       |                           |
| 1992 |                             | Confessions of a Suburban Girl | Igen       | Nem        | Igen       | dokumentumfilm            |
| 1993 |                             | The Dutch Master               | Igen       | Igen       | Nem        | rövidfilm                 |
| 1993 | Zűrzavaros éjszakák         | The Night We Never Met         | Nem        | Nem        | Igen       |                           |
| 1996 | Erotikus mesék              | Tales of Erotica               | Igen       | Nem        | Nem        | The Dutch Master szegmens |
| 2001 | Galiba a Gaudi házban       | Gaudi Afternoon                | Igen       | Nem        | Vezető     |                           |
| 2005 | Szerelmes nyugdíjasok       | Boynton Beach Club             | Igen       | Igen       | Igen       | társíró: Shelly Gitlow    |
| 2011 |                             | Musical Chairs                 | Igen       | Nem        | Vezető     |                           |
| 2011 |                             | Occupant                       | Nem        | Nem        | Vezető     |                           |
| 2013 | Dögös koros kosarasok       | The Hot Flashes                | Igen       | Nem        | Igen       |                           |
| 2017 |                             | Cut in Half                    | Igen       | Nem        | Nem        | rövidfilm                 |

### Televízió
| Év        | Magyar cím                          | Eredeti cím            | Megjegyzések |
| --------- | ----------------------------------- | ---------------------- | ------------ |
| 1995      |                                     | The Barefoot Executive | tévéfilm     |
| 1996      | A kiválasztott – Az amerikai látnok | Early Edition          | 1 epizód     |
| 1998      | Szex és New York                    | Sex and the City       | 3 epizód     |
| 1999      |                                     | A Cooler Climate       | tévéfilm     |
| 1999      | Vissza a jelenbe                    | Now and Again          | 1 epizód     |
| 2002      | Hatalom és csillogás                | Power and Beauty       | tévéfilm     |
| 2004      | A farm                              | The Ranch              | tévéfilm     |
| 2005      |                                     | Stella                 | 2 epizód     |
| 2009–2010 |                                     | The Electric Company   | 4 epizód     |

## Fordítás
- Ez a szócikk részben vagy egészben  a   Susan Seidelman című angol Wikipédia-szócikk fordításán alapul.  Az eredeti cikk szerkesztőit annak laptörténete sorolja fel. Ez a jelzés csupán a megfogalmazás eredetét és a szerzői jogokat jelzi, nem szolgál a cikkben szereplő információk forrásmegjelöléseként.